# Hadena obliterae
Hadena obliterae là một loài bướm đêm trong họ Noctuidae.